# Кобилля
Коби́лля — село в Україні, у Збаразькій міській громаді Тернопільського району Тернопільської області. До 2020 підпорядковувалося колишній Кобильській сільській раді. 

## Розташування
Розташоване поблизу витоку р. Гніздечна — один із витоків Гнізни (ліва притока Серету, бесейн Дністра), за 20 км від центру громади і найближчої залізничної станції Збараж. Географічні координати: 49° 47’ північної широти 25° 37’ східної довготи. Дворів — 247.

## Топоніміка
Назва, ймовірно, від роду занять мешканців — розводили коней; можливо, від слова «кобильниця» — рід різновиду рослини хвощ чи від прізвища першопоселенця — Кобиленський (Кобильницький).

## Історія

### Давні часи
Поблизу Кобилля виявлено археологічні пам'ятки черняхівсько-вельбарської і давньоруської культур та римські монети.

### Середньовіччя, Новий Час
Перша письмова згадка — 1545. У середині XVI ст. село власність Острозьких.
На початку XVII ст. населений пункт зруйнували татари. Село згадане під час Національно-визвольної революції українського народу 1648–1676 рр. У 1734 р. загін гайдамаків пограбував Кобилля, зокрема господарство Й. Коллонтая.
1790 р. у документах згадана дерев'яна церква з чудотворним образом Матері Божої (Богородиці Одигітрії).
У селі здавна розвинуте килимарство (на початку 19 ст. високо цінували вироби килимарів братів Івахових; у 1961 р. в Києві вироби місцевих килимарів відзначені дипломами); велика земельна власність належала родині Смаржевських.

### XX століття
У XIX–на початку XX ст. (до Першої світової війни) між селами Кобилля і Старий Олексинець (нині Кременецького району) щороку на десяту п'ятницю відбувався хресний хід. У 1882 р. проживало 890 осіб, із них — 772 українці, власник маєтку — О. Смаржевський; у 1914 р. в селі — 1181 мешканець; функціонували фільварок, 2 крамниці, корчма.
У 1919 на кошти Тадеуша Смаржевського збудовано костел.
В УСС та УГА воювали близько 80 уродженців села, серед них — сотник УСС Т. Коваль, офіцер УГА Я. Тивонюк.
Діяли філії товариств «Просвіта» (від 1880), Січ, «Луг», «Сільський господар», «Союз Українок», Хліборобський вишкіл молоді, а також Братство тверезості, аматорський драматичний гурток, кооператива «Зоря»; працювали початкова школа, млин Ісаака Тененбаума, молочарня.
Протягом 1934 —1939 рр. село належало до ґміни Доброводи.
4 липня 1941 — 5 березня 1944 року Кобилля — під нацистською окупацією. Під час німецько-радянської війни в Червоній армії загинули або пропали безвісти 68 уродженців села. В ОУН і УПА перебували, загинули, репресовані, симпатики — понад 120 осіб; у т. ч. учасники Збаразького повстання в грудні 1939 р. І. Білецький, П. Грещук, Г. Дворніцький, М. Дундер, Г. Іваніцький, Г. Кобиленський, М. Коваль, В. Котик, І. Рожук, М. Сапун, Г. Шафранський, Данило і Нестор Ясіновські та інші; криївка була в стодолі о. П. Коваля.
У січні 1950 р. в селі створено колгосп; у 1990-х рр. розпайований.

### Період Незалежности
12 червня 2020 року, відповідно до Розпорядження Кабінету Міністрів України від  № 724-р «Про визначення адміністративних центрів та затвердження територій територіальних громад Тернопільської області», село увійшло до складу Збаразької міської громади.
19 липня 2020 року, в результаті адміністративно-територіальної реформи та ліквідації Збаразького району, село увійшло до складу новоутвореного Тернопільського району.

## Релігія

Греко-католицька церква

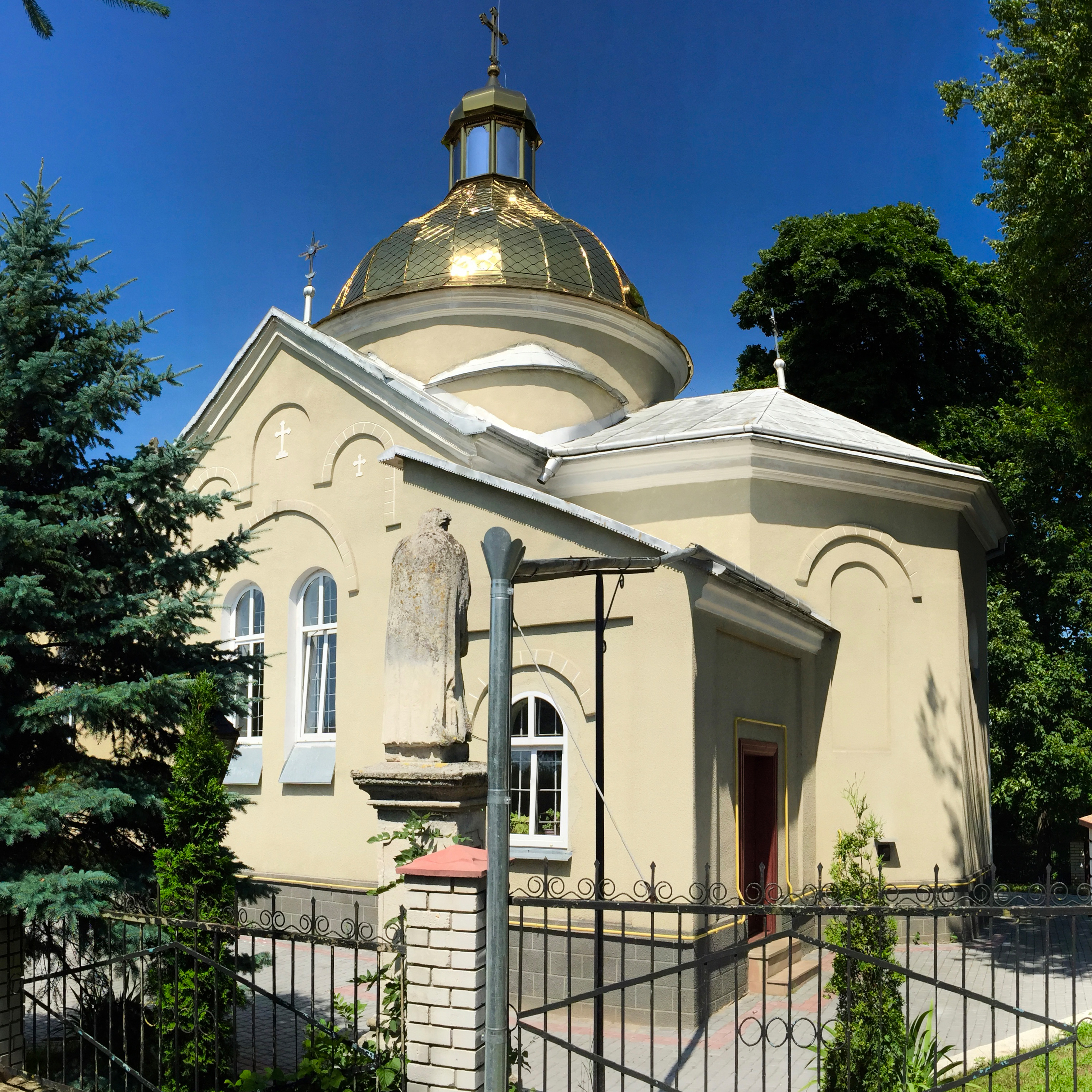
Православна церква (ПЦУ)

- церква святого великомученика Юрія Переможця (1890; мурована; збудована на місці дерев'яної),
- церква святого Юрія (1919; кам'яна; у 1990-х перебудована з костелу);
- дім молитви ЄХБ (1935; кам'яний).

## Пам'ятники

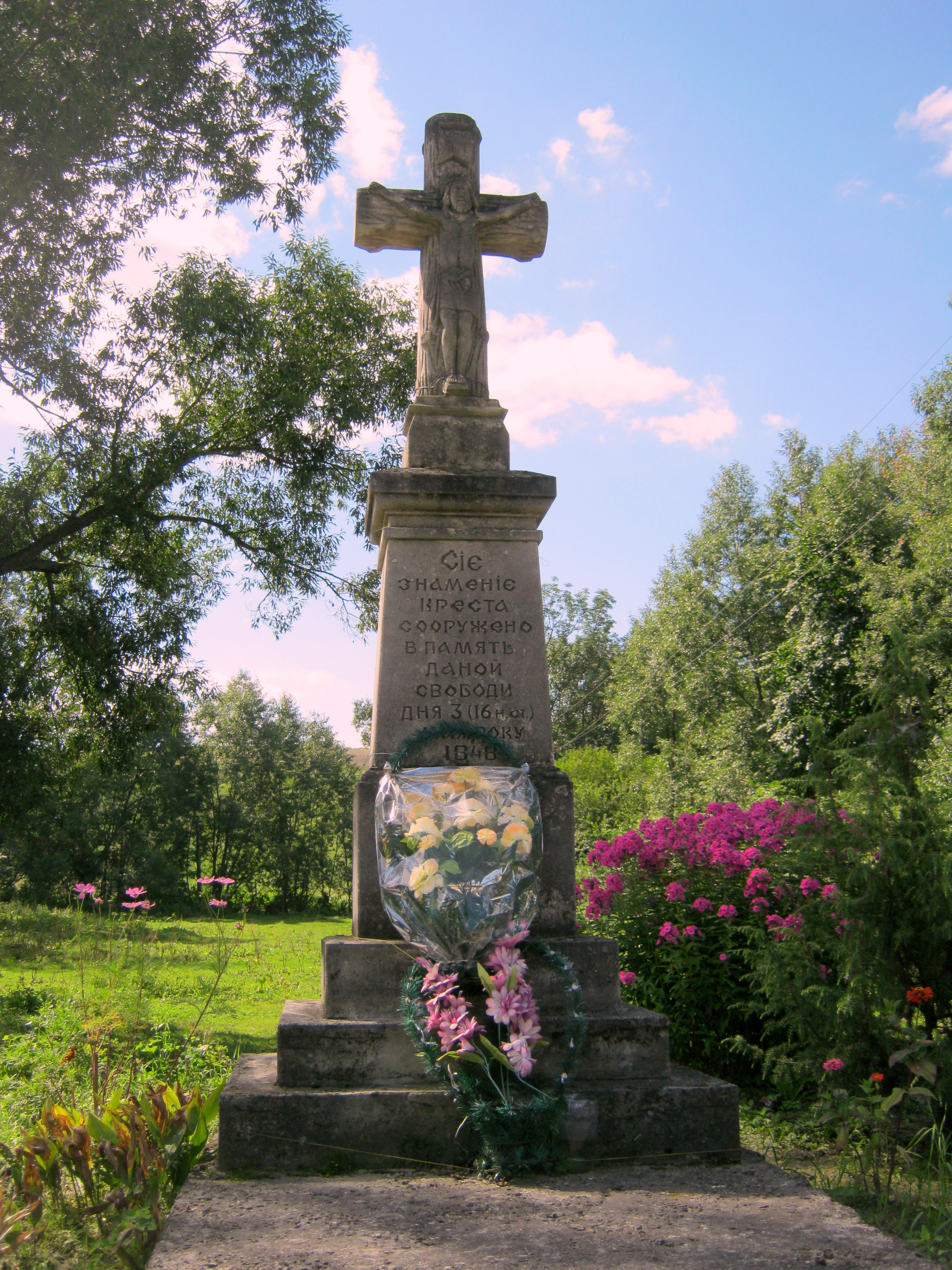
Пам'ятний хрест на честь скасування панщини 1848 року

- споруджено пам'ятник полеглим у німецько-радянській війні воїнам-односельцям (1970);
- встановлено пам'ятні хрести на честь тверезості (1875), скасування панщини (друга пол. XIX ст., відновлений 1995);
- насипана символічна могила Борцям за волю України (1991).

Пам'ятний знак «Хрещення Ісуса Христа»
Щойновиявлена пам'ятка історії. Розташована на вулиці Зарічна, в центрі села (за будинком культури).
Виготовлена із каменю-вапняку та металу. Скульптура — 1,1 м, постамент — 1,5х0,65х0,65 м, цоколь — 0,5х1,45х1,45 м, площа — 0,0016 га.

## Соціальна сфера
Діють загальноосвітня школа I-II ступ. (у 2013 р. освячено світлицю Духовності), клуб (народний аматорський хор), бібліотека, амбулаторія загальної практики та сімейної медицини, відділення зв'язку, млин, 4 торгових заклади; земельні паї орендують ТОВ «Лендком Ю. А.» і ПП «Бочаров». 

## Населення
Населення — 743 осіб (2014).

## Відомі люди
Народилися
- Григорій Грещук (1950-2018) — журналіст, публіцист, історик, громадський діяч.
- Андрій Івахів (1909–1992) — килимар.
- Василь Ільчишин (нар. 1982) — археолог, історик, науковець, педагог.
- Павло Коваль (1913–1981) — релігійний діяч.
- Теодозій Коваль (1893–1985) — сотник Леґіону УСС.
- Іван Сайчук (нар. 1904) — священник, мученик за віру.
- Григорій Хома (нар. 1942) — український вчений, доктор фізико-математичних наук, професор.
- Тарас Шафранський (1943–2006) — лікар, український педагог, громадський діяч.
- Іван Коваль (нар. 1969) — український літератор, журналіст, редактор, поет-пісняр[4][5][6]. Автор книги "Благання розтерзаних літер[7]".
- Віталій Шафранський (нар. 1975) — заслужений працівник соціальної сфери України, громадський діяч.
- Юрій Юрик (нар. 1977) — кандидат історичних наук, громадський діяч.
- Тарас Юрик (нар. 1980) — український політик, народний депутат України 8-го скликання.
- Євстахій Ясіновський (1899–1982) — педагог, літератор.

## Галерея

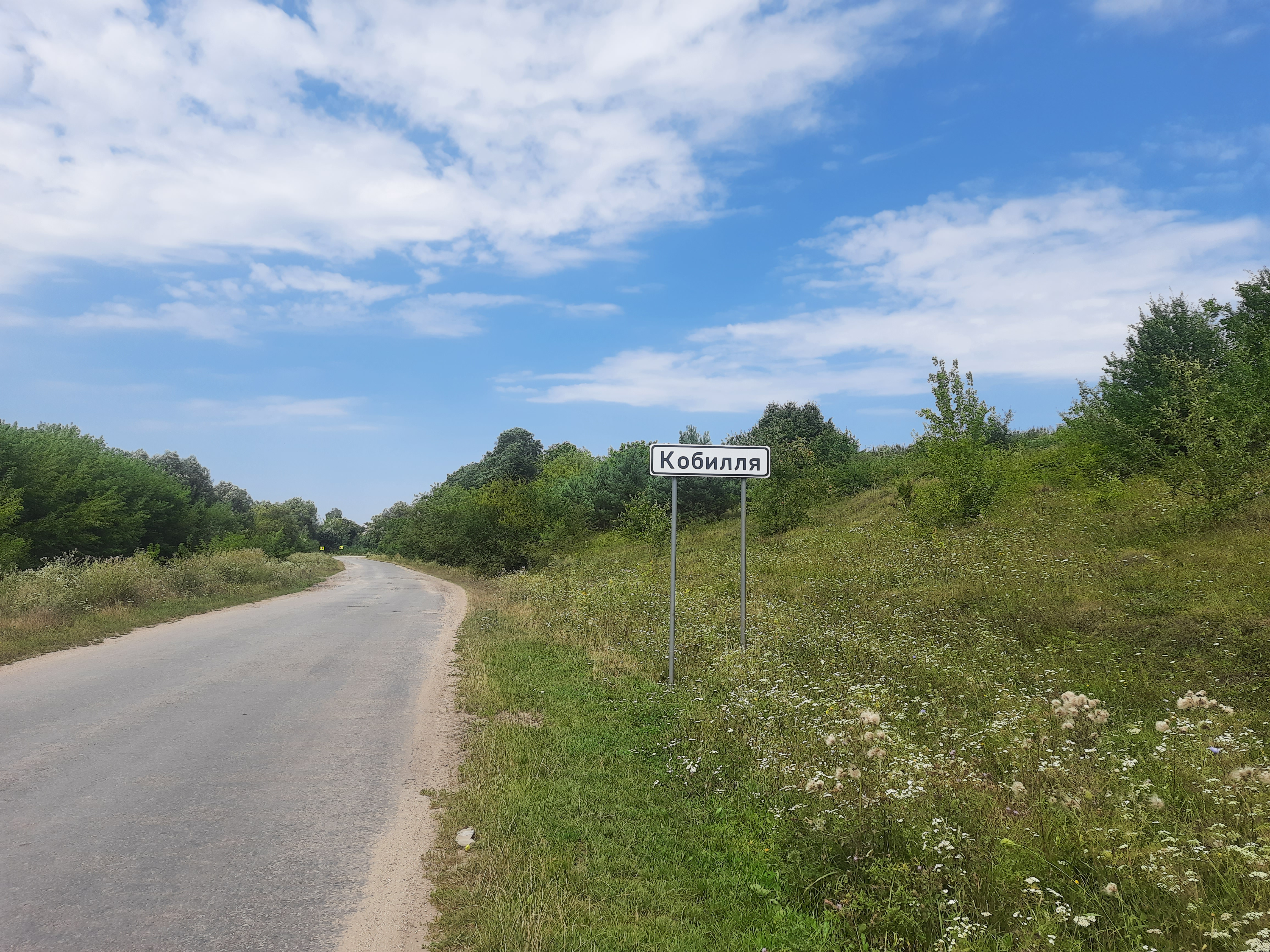
Дорожній знак при в'їзді в село
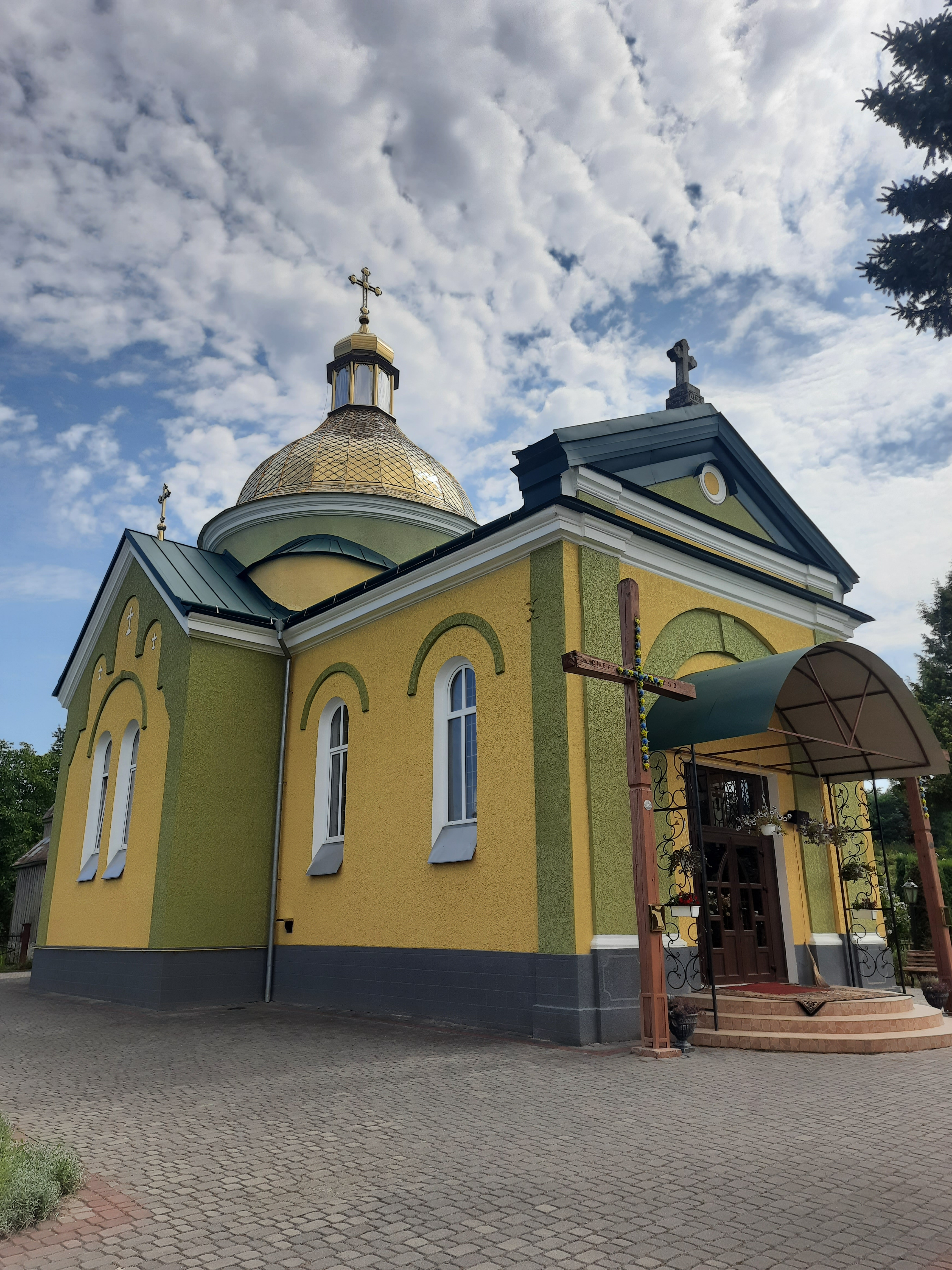
Церква Святого Великомученика Юрія Переможця ПЦУ
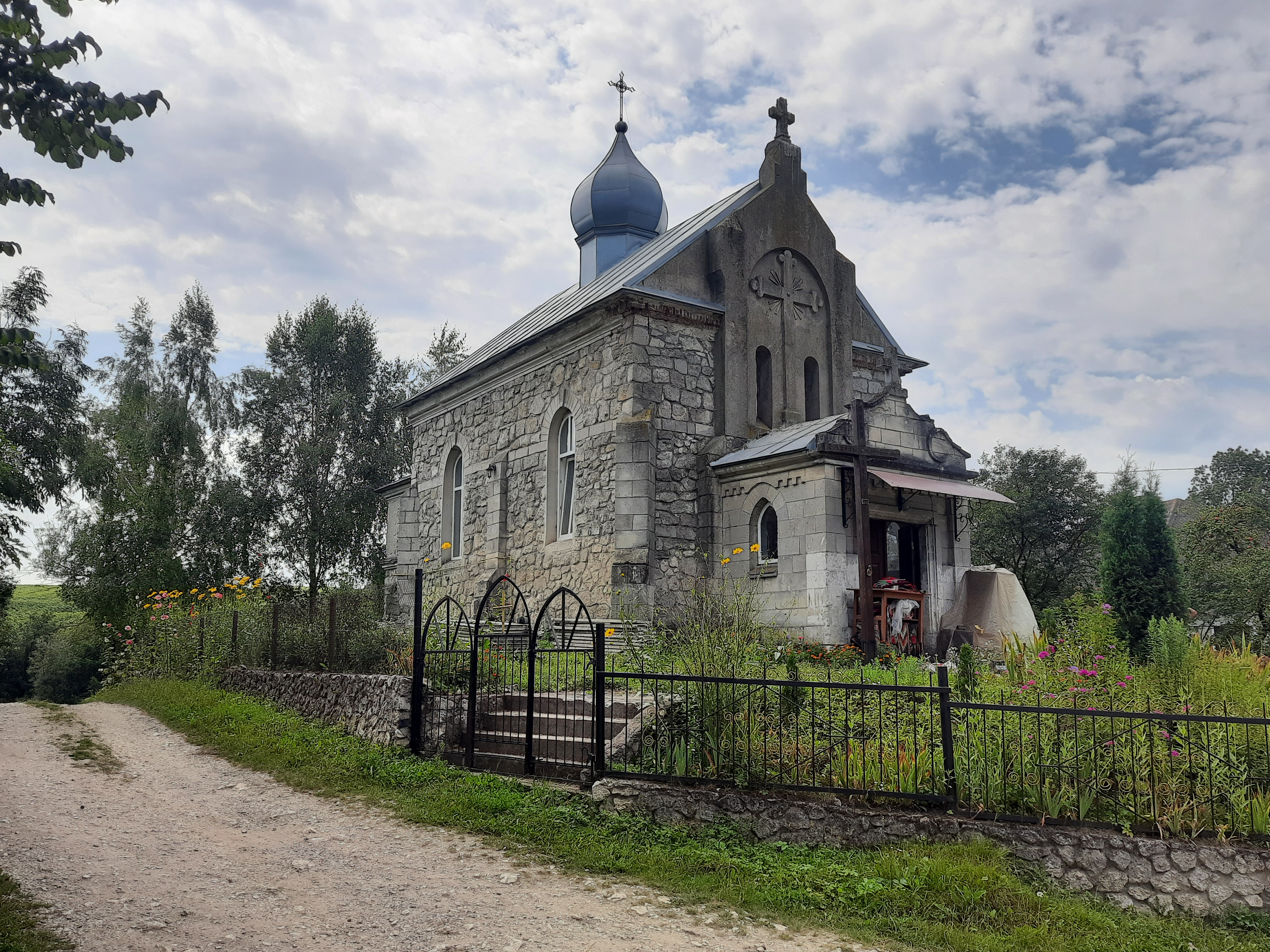
Церква Святого Юрія  УГКЦ
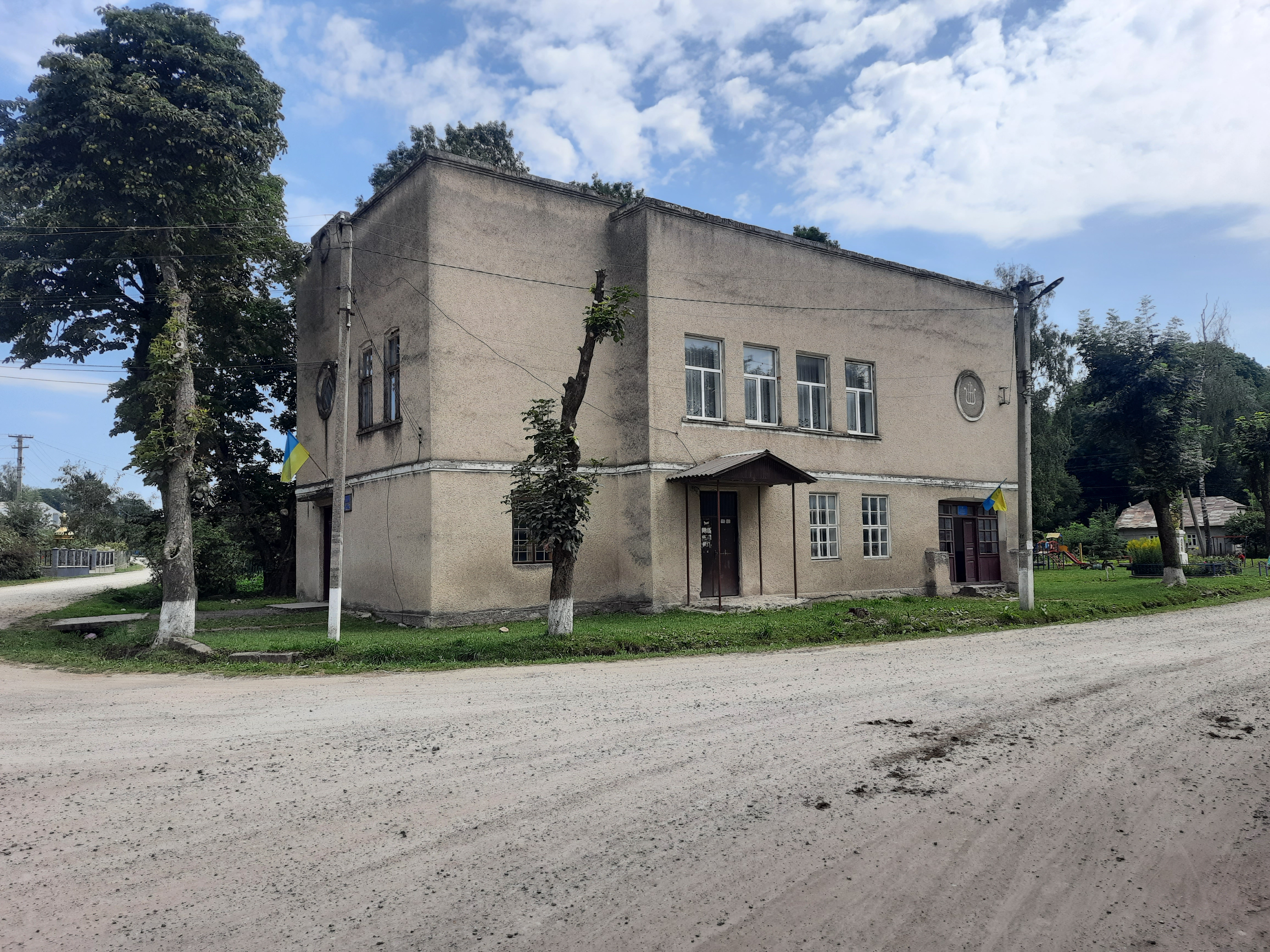
Клуб
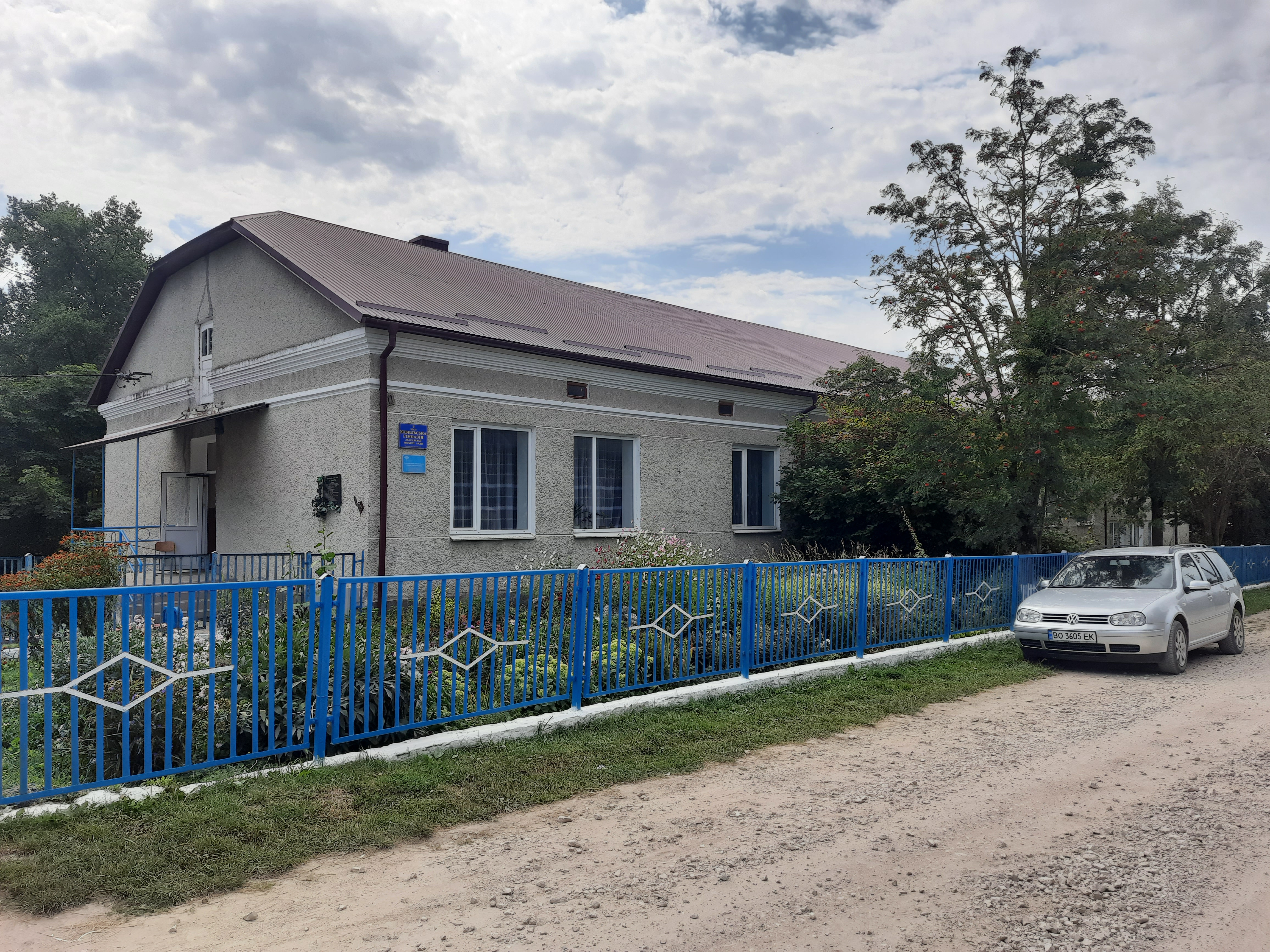
Кобильська гімназія
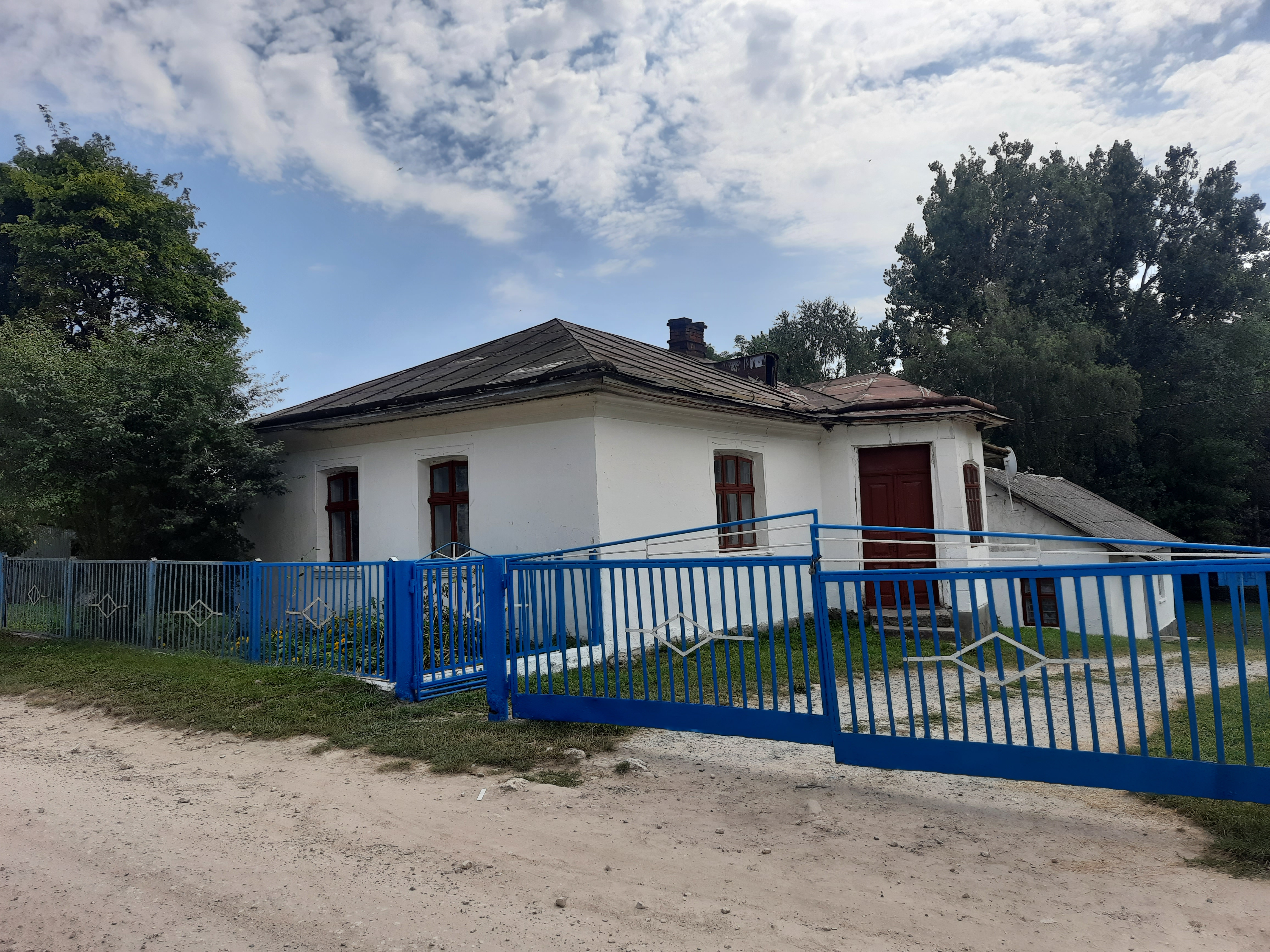
Будівля старої школи
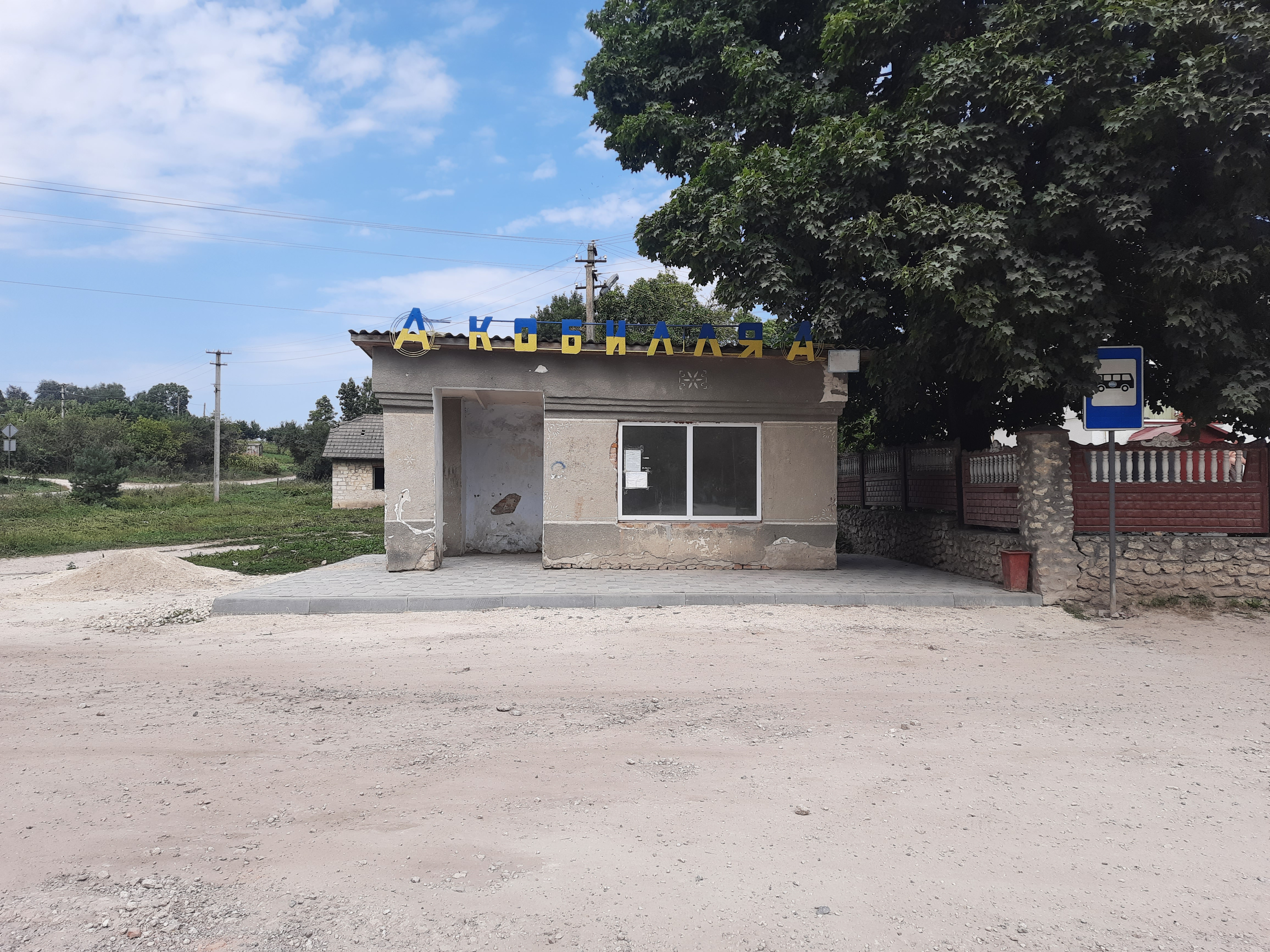
Автобусна зупинка
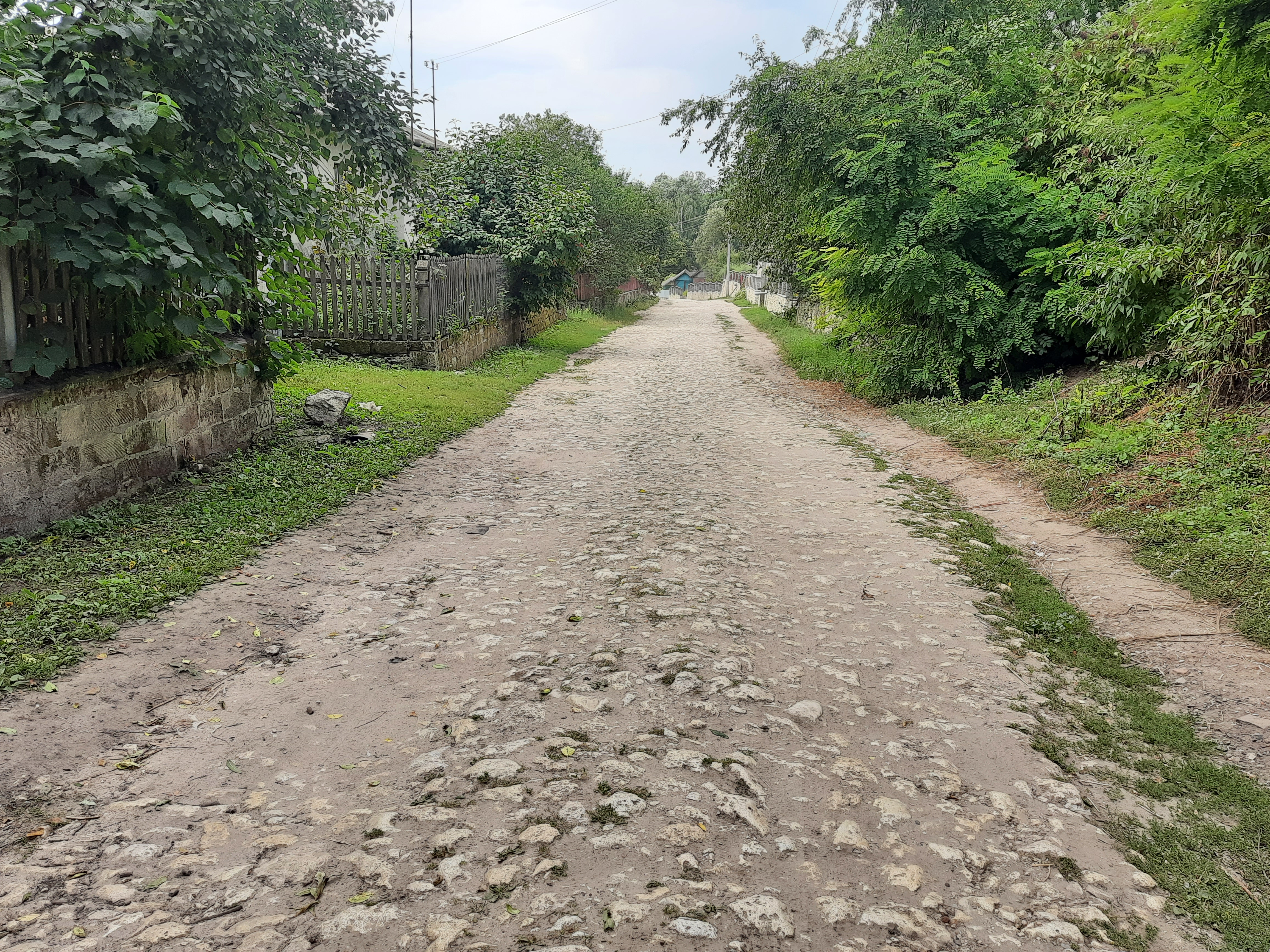
Сільська вулиця
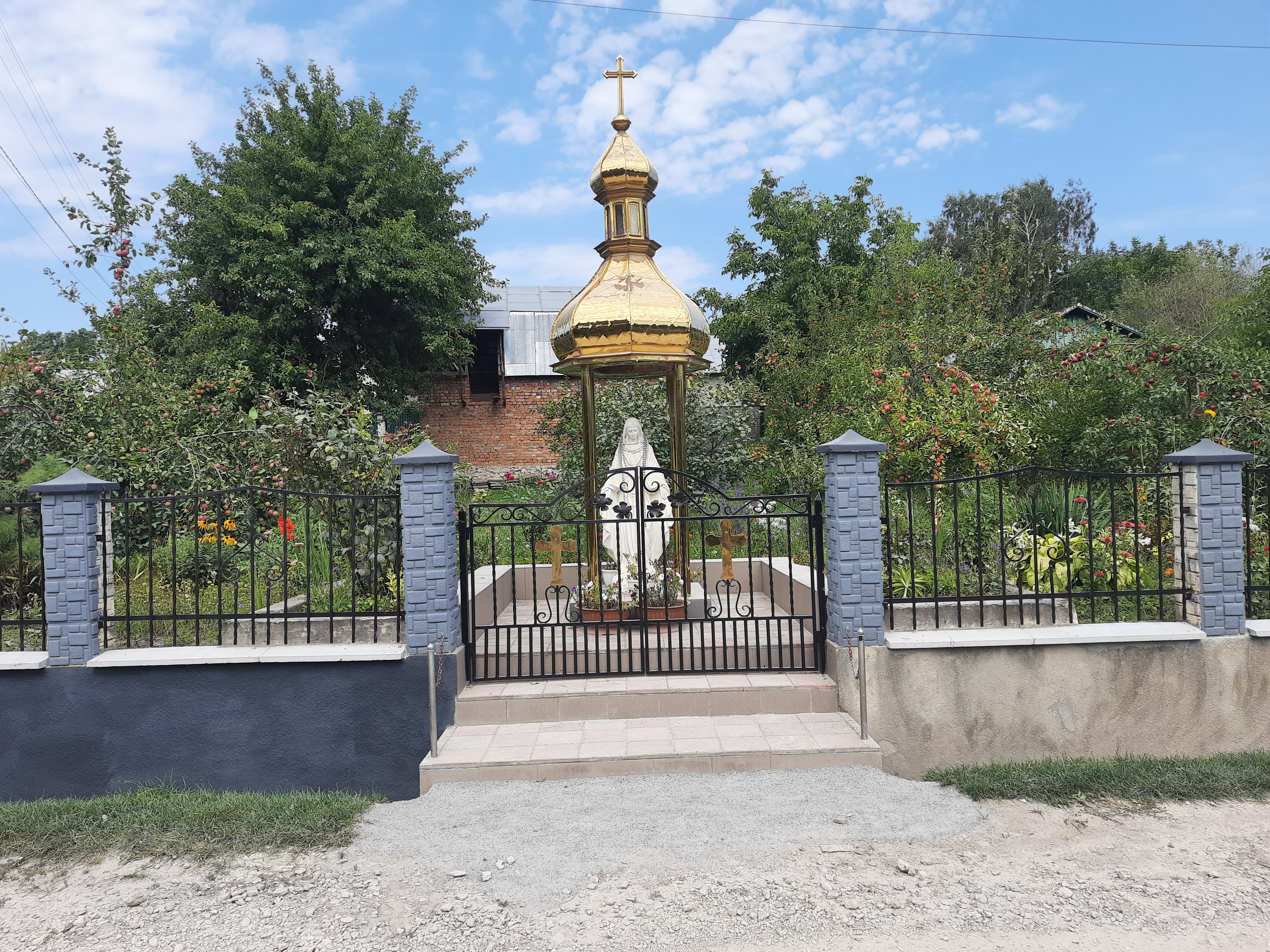
Статуя Божої Матері
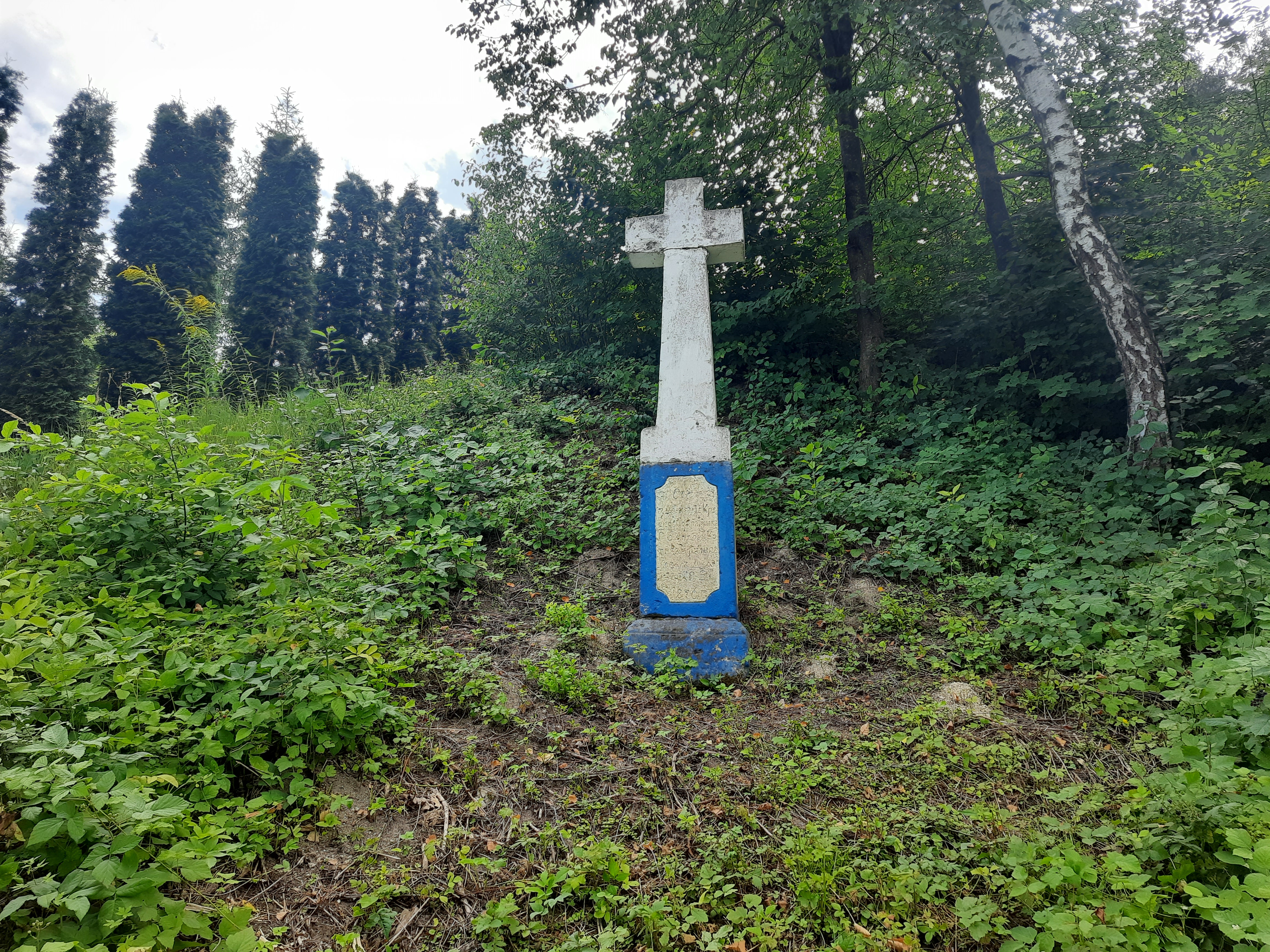
Пам'ятний хрест